# آلبرت موسه
آلبرت موسه (انگلیسی: Albert Mosse; ۱ اکتبر ۱۸۴۶ – ۳۱ مهٔ ۱۹۲۵) حقوقدان، از
مشاوران خارجی دولت میجی در ژاپن اهل آلمان بود.